# André Boll
Pour les articles homonymes, voir Boll.
André Boll (né à Paris le 25 avril 1896 et décédé le 30 avril 1983 au 89 quai d'Orsay à Paris 7e) est un architecte (proche de Le Corbusier), décorateur et costumier français pour l'opéra, le théâtre et le ballet. Il est aussi critique d'art.

## Biographie
Avec son frère Marcel Boll, physicien et sociologue, André Boll a entrepris de créer dans les années 1940 et 50 un mouvement d'opinion en faveur de l'élitisme intellectuel, appuyé sur une éducation scientifique et caractérielle, et sans pression politique ou financière.
Président de la section théâtre de la Chambre syndicale des artistes décorateurs modernes, secrétaire du Salon d'automne et des artistes décorateurs, il est placé en hors-concours en 1925 à l'Exposition des arts décoratifs.

## Œuvres
Écrites en commun
- L'Art contemporain, sa raison d'être, ses manifestations (1931)
- L'Élite de demain (1946)

Écrites seul
- La perspective expliquée (éditions Chiron 1932)
- La Musique pour tous (1938)
- Le Cinéma et son histoire (1941)
- La Musique et son histoire (1941)
- Le Théâtre et son histoire (1941)
- Habitation moderne et urbanisme (1942)
- L'Art, cet incompris (1943)
- La Mise en scène contemporaine, son évolution (1944)
- Le Monument, la maison, la ville et leur histoire (1944)
- Théatre, spectacles et fêtes populaires dans l'histoire (1944)
- La Grande Pitié du théâtre lyrique (1946)
- Répertoire analytique de la musique française des origines à nos jours (en collaboration avec Damais) (1948)
- L'Opéra : spectacle intégral (1963)
- Le Ballet de l'avenir, étude polémique (1969)
- Le Théâtre total, étude polémique (Paris, Olivier Perrin, 1971)

Livrets
- Don Gonzalve, musique d'Émile Damais (1948)
- Puck, opéra féerique, musique de Marcel Delannoy (1949) ;
- La Locandiera, opéra bouffe d'après Goldoni, musique de Maurice Thiriet (1960) ;
- La Dame de l'aube, musique d'Émile Damais (1962).